# Colpochila firma
Colpochila firma är en skalbaggsart som beskrevs av Blackburn 1906. Colpochila firma ingår i släktet Colpochila och familjen Melolonthidae. Inga underarter finns listade i Catalogue of Life.